# マディ・ウォーターズ

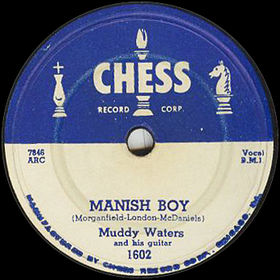
代表作「マニッシュ･ボーイ」(1955年　CHESS RECORD)

マッキンリー・モーガンフィールド（McKinley Morganfield）、別名マディ・ウォーターズ（Muddy Waters、1913年4月4日 - 1983年4月30日）は、アメリカ合衆国のブルース・シンガー、ギタリスト。シカゴにおいてエレクトリック・ギターを使ったバンド・スタイルのブルースを展開し、シカゴ・ブルースの形成に大きな足跡を残したことから、「シカゴ・ブルースの父」と称される。生涯に6度グラミー賞を受賞し、没後の1987年にはロックの殿堂入りを果たした。
その豊富で深遠な声、豪快なボトルネック・ギター、カリスマ的キャラクターで、ブルース界の第一人者となった。ロック界においても、ローリング・ストーンズ、エリック・クラプトン、ロリー・ギャラガー、ポール・ロジャース、ジョン・メイオール、フリートウッド・マックなど、彼から影響を受けたミュージシャンは枚挙にいとまがなく、その影響力は計り知れない。

## 生涯

### デビューまで
クラークスデイル郊外ストーヴァルのプランテーションにて幼少期を過ごす。泥んこになって遊ぶのが大好きだったことから、「マディ・ウォーターズ（泥水）」のニックネームで呼ばれるようになった。7歳でハーモニカを始め、のちにギターに転向。当時の彼のアイドルは、サン・ハウス、ロバート・ジョンソンらであった。なお、1915年ミシシッピ州ローリング・フォーク生まれとされてきたが、近年の研究により1913年にミシシッピ州のイサケナ郡とするのが定説となっている。
1941年8月、アメリカ議会図書館のフィールド・レコーディングのためにミシシッピ州を訪れたアラン・ローマックスが、ストーヴァルでウォーターズをレコーディングする。これが彼の初レコーディングとなった。1943年、イリノイ州シカゴに移住。1946年にはコロンビアでレコーディングを行っている。

### チェス・レコードでの活躍
1947年、サニーランド・スリムに誘われ、アリストクラット・レーベル(後のチェス・レコード)のレコーディングに参加。これは、スリムのバッキングをするためであったが、マディも「ジプシー・ウーマン」（英語: Gypsy Woman）、「リトル・アンナ・メイ」（英語: Little Anna Mae）の2曲をレコーディングした。これが彼のレーベルからのデビュー盤となった。このときの編成はスリムのピアノ、ビッグ・クロフォードのベースのみをバックにつけたもので、まだバンド・スタイルではなかった。
バンド・スタイルでレコーディングするようになったのは、1950年のパークウェイ・レーベルのセッションから。リロイ・フォスターとリトル・ウォルターがヴォーカルを取るセッションではあったが、初めてウォルターがハーモニカをプレイするなど、実質的にマディ・ウォーターズ・バンドの始動とも言える内容であった。パークウェイに負けじと、続いてチェスもマディをバンド・スタイルでレコーディングするようになった。1953年にはオーティス・スパン、1954年にはウィリー・ディクスンがレコーディングに加わるようになり、マディのバンドの形が完成する。同年、「フーチー・クーチー・マン」、「恋をしようよ」、「アイム・レディ」など、彼の代表曲となる曲がレコーディングされた。1955年にも「マニッシュ・ボーイ」などがヒットする。1958年には、初のイギリス・ツアーを体験する。
1963年、アメリカン・フォーク・ブルース・フェスティバル出演のために渡欧。翌年、当時のフォーク・ブームに乗る形でアルバム『フォーク・シンガー』をリリースした。同作には、ギターにバディ・ガイが参加している。この年もフェスティバルのために再度渡欧した。
1968年、異色作『エレクトリック・マッド』をリリース。これは、ロック・ファンにアピールするために、大胆にサイケデリックなアレンジを施した作品であった。ロックへの傾向は続く1975年の『ウッドストック・アルバム』でさらに顕著となる。ここではザ・バンドのリヴォン・ヘルム、ガース・ハドソン、ポール・バターフィールドなどロックミュージシャンが参加している。
翌1976年には、ザ・バンドの解散コンサート「ラスト・ワルツ」に出演。ザ・バンドをバックに「マニッシュ・ボーイ」を歌う様子は、同名のドキュメント映画に記録されている。しかし彼の出演に関してはコンサートの2日前になり、マネジメント側は出演者が多すぎるとの理由で削る意向を示していた。ヘルムがこれに強硬に反対したため、結果的に予定通り出演することとなった。

### ブルー・スカイへの移籍以降
1977年、ジョニー・ウィンターと組んでブルー・スカイよりアルバム『ハード・アゲイン』をリリース。また、同年リリースされたウィンターのアルバム『ナッシン・バット・ザ・ブルース』のレコーディングに参加。以後、ウィンターのサポートを得て1981年までに計4枚のアルバムをリリースした。
1980年5月に来日し、新宿厚生年金会館、サンケイホール、愛知県勤労会館、渋谷公会堂を回った。これが唯一の来日ツアーであった。
1983年、イリノイ州ウェストモントにて70歳で死去。シカゴ近郊のオールシップにあるレストヴェール墓地に埋葬された。

## 評価
- 1971年、1972年、1975年、1977年、1978年、1979年：グラミー賞受賞[2]。
- 1980年：ブルースの殿堂入り[6]
- 1987年：ロックの殿堂入り[3]。
- 2008年：「ローリング・ストーンの選ぶ歴史上最も偉大な100人のシンガー」において第53位[7]。
- 2011年：「ローリング・ストーンの選ぶ歴史上最も偉大な100組のアーティスト（英語版）」において第17位[8]。
- 2011年：「ローリング・ストーンの選ぶ歴史上最も偉大な100人のギタリスト」において第49位[9]。

## エピソード
- ローリング・ストーンズのバンド名が、マディ・ウォーターズのヒット曲「ローリング・ストーン（英語版）」に由来しているのは有名な話である。また彼らが渡米した際、チェス・レコードを訪れ、マディ本人と面会している。キース・リチャーズ曰く、その時マディはスタジオの塗装工事をしていたといい、あるインタビューでこう回想した。

| 「 | 1964年、チェススタジオでレコーディングした時の話さ。 白いオーバーオールを着て梯子に乗っかってるおじさんを紹介されたんだ。 誰だと思ってその顔を見たら、マディ・ウォーターズだったのさ！ 何とあのマディ・ウォーターズが俺達のスタジオのペンキ塗りをしてたんだよ！ どうやらチェスじゃレコードが売れない奴はどんな仕事でもしなきゃいけなかったらしくてさ。 俺達が何曲もカバーして神様だと思ってる人が天井にペンキを塗ってるんだぜ！ | 」 |

- 《ローリング・ストーン》誌の名前がウォーターズの「ローリング・ストーン」に由来するかどうかについては諸説あるが、同誌のデイビット・ブラウン（英語版）は2017年に、雑誌の名前はローリング・ストーンズだけでなくマディ・ウォーターズの「ローリング・ストーン」とボブ・ディランの「ライク・ア・ローリング・ストーン」、そして「転がる石に苔むさず」(英語: a rolling stone gathers no moss）ということわざにも由来している。と述べている[10]。
- ZZトップのビリー・ギボンズ（英語版）は、見学で訪れたマディの生家が、ハリケーンで倒壊していたため、その生家の建材を利用したギターを制作し、実際にこれを使用している。
- ジョニー・ウィンターはマディのカム・バックを応援し、1977年にアルバム『ハード・アゲイン』が発表された。マディはジョニーのことを「義理の息子」と呼ぶぐらい親しい間柄だった。また、ジョニーはマディの晩年の創作活動や生活を支える手助けをしていた。
- 自身のバンドにギタリストとして参加したいと、売り込みに来た見どころのある若者にチェス・レコードを紹介した。その若者が、後のチャック・ベリーである。後にベリーは当時の事をこう回想した。

| 「 | ある日、俺は新車の遠乗りがしたくなって、シカゴに親戚がいる友達のラルフと2人でシカゴへドライブに行ったんだよ。 ラルフの親戚の家でご馳走になった後、俺達はシカゴのサウスサイドでブルースの生演奏が聴けるクラブをはしごしてまわったんだ。 そこでハウリン・ウルフ、エルモア・ジェームスのステージを観たんだ。 とても感動したし、興奮して聴き入っちゃったよ！ そして、今度は俺の憧れのマディ・ウォーターズが出演するクラブへ行ったんだ！ マディは最後のセットのラストナンバー「ガット・マイ・モジョ・ワーキング」を演奏中だった。 演奏が終わると、群がるファンをかき分けてマディのサインを貰う為に突進してくれたラルフのおかげで、俺はマディと口を利くチャンスができたんだ。 大統領か法王にお目通りするような気分だった俺は、曲の素晴らしさを褒めた後で単刀直入に「レコードを作るにはどうすればいいのか？」って聞いてみたら、大勢のファンが声をかけようとひしめく中で、マディは俺の質問にこう答えてくれたんだ。 「レナード・チェスに会ってみろ！そう、47丁目とカテッジの角にあるチェスレコードさ！」ってね。 俺に音楽を愛する事を教えてくれた人。 俺の音楽に最も大きな影響を与えた人。 それがブルース界のゴッドファーザー、マディさ！ | 」 |

## ディスコグラフィ

### スタジオ・アルバム
- 1960年 Sings Big Bill Broozy (Chess)
- 1964年 Folk Singer (Chess)
- 1966年 Brass and The Blues (Chess)
- 1967年 Super Blues (Checker) ※ボ・ディドリー、リトル・ウォルターとの共演
- 1968年 The Super Super Blues Band (Checker) ※ボ・ディドリー、ハウリン・ウルフとの共演
- 1968年 Electric Mud (Chess)
- 1969年 After the Rain (Chess)
- 1969年 Fathers and Sons (Chess)
- 1971年 The London Muddy Waters Sessions(Chess)
- 1973年 Can't Get No Grindin'(Chess)
- 1974年 "Unk" in Funk (Chess)
- 1974年 London Revisited (Chess)
- 1975年 Woodstock Album (Chess)
- 1977年 Hard Again (Blue Sky)
- 1978年 I'm Ready (Blue Sky)
- 1981年 King Bee (Blue Sky)

### 主なライブ・アルバム
- 1960年 At Newport 1960 (Chess)
- 1969年 Fathers and Sons (Chess)
- 1971年 Live at Mr. Kelly's (Chess)
- 1979年 Muddy "Mississippi" Waters – Live (Blue Sky)

### 主なコンピレーション・アルバム
- 1958年 The Best of Muddy Waters (Chess、1948年 – 1954年録音)  – シングル曲を集めたものだが、『Sings Big Bill Broozy』以前に発売された実質上のファースト・アルバムである[11]。
- 1966年 The Real Folk Blues (Chess、1947年 – 1964年録音)
- 1967年 More Real Folk Blues (Chess、1948年 – 1953年録音)